# Diálogo de dos gauchos: Trejo y Lucero
Der Diálogo de dos gauchos: Trejo y Lucero (deutsch: Gespräch zweier Gauchos: Trejo und Lucero) von Manuel de Araúcho ist ein Werk der gauchesken Dichtung in spanischer Sprache, wurde 1835 in seinem Miszellenband Un paso en el Pindo veröffentlicht und besteht aus 176 Versen.

## Vers 1–4
Lucero reitet auf seinen Freund Trejo zu. Trejo fragt diesen, warum er so verschwitzt sei, ob er Pferde oder Wild mit dem Lasso und den bolas gejagt habe.

## Vers 5–16
Lucero gibt zu verstehen, dass er übel gelaunt sei, weil man ihn betrogen habe. Trejo solle ihm einen Mate zubereiten, während er seinem Pferd das Geschirr abnehme.

## Vers 17–24
Trejo besteht auf einer Schilderung Luceros und lässt seine Frau Chepa eine Bank herbeiholen und das Wasser für den Mate kochen. Trejo bietet Lucero zudem Tabak an, damit dieser sich eine Zigarre drehe und mit der Schilderung beginne.

## Vers 25–31
Lucero erzählt, er sei gerade vom Dorf gekommen, und habe dort von einem reichen Besitzer eines Schlachthofs das Geld für einige Rinder verlangt, die er diesem zuvor gebracht habe.

## Vers 32–38
Trejo unterbricht seinen Freund, um diesen zu fragen, ob er mit seinem Mate zufrieden sei. Chepa solle weiter Mate kochen, um seinem Freund Ehre zu erweisen.

## Vers 39–68
Lucero setzt seine Schilderung fort: er habe das Pferd vor dem Haus des Besitzers des Schlachthofs festgebunden, sich vor seinem Schuldner aufgepflanzt und von diesem verlangt, die Rechnungen zu begleichen, da er in finanziellen Nöten sei und das Geld dringend benötige. Der Besitzer des Schlachthof habe ihm entgegnet, er selbst sei mittellos und daher nicht im Stande, ihn für die Rinder zu bezahlen. Lucero habe daraufhin seinen Dolch gezogen und versucht, dem Besitzer des Schlachthofs auf diese Weise das Geld abzupressen.

## Vers 69
Wieder unterbricht Trejo die Schilderung Luceros. Diesmal fragt er, warum Lucero den Besitzer des Schlachthofs nicht verprügelt habe.

## Vers 70–106
Lucero setzt seine Schilderung fort, indem er erzählt, dass er den Besitzer des Schlachthofs nicht verprügelt habe, weil dieser sich nach der Bedrohung mit dem Messer bereit gezeigt habe, ihm das Gelds auszuzahlen. Er habe Lucero zu einer Kommode geführt und ihm mehrere Scheine übergeben. Lucero habe, als er das Geld gesehen habe, daran gedacht, es unverzüglich beim Kartenspiel zu verspielen bzw. seine Spielschulden zu bezahlen. Nach der Geldübergabe habe er nicht an sich halten können und den Besitzer des Schlachthofs umarmt. Schließlich habe er sich herzlich verabschiedet und sei davon geritten.

## Vers 107–128
Trejo pflichtet Lucero bei. Er selbst hätte sich, wäre er in der Situation Luceros gewesen, dem Schuldner gegenüber herzlich verhalten, um diesen zu erweichen und auf diese Weise an das Geld zu kommen, das ihm gebühre. Auf die Geldnot Luceros bezogen bemerkt er, dass die Ladenbesitzer sie bis auf den letzten Tropfen auspressten. Er habe vor kurzem seiner Frau (Chepa) Schuhe für einen Theaterbesuch gekauft. Diese seien ihm teuer zu stehen gekommen. In einer abschließenden Bemerkung gibt er zu verstehen, dass er die Ladenbesitzer für hinterhältig hält. Lucero solle seine Schilderung fortsetzen.

## Vers 129–142
Lucero erzählt, dass er nach dem Besuch beim Besitzer des Schlachthofs ins Café Catalanes gegangen sei, ein damals berühmtes Kaffeehaus in Buenos Aires, um sich dort zu betrinken. Im Café habe er auf einem Tisch einen Stapel Karten erblickt. Er sei kein Mensch, der vor anderen zurückweiche und wenn er Geld bei sich habe, setze er alles aufs Spiel.

## Vers 143–144
Wohl auf die Tatsache bezogen, dass sich so viele Menschen für das Glücksspiel begeistern lassen und der Besitzer des Schlachthofs vorgegeben hatte, seine Schulden nicht begleichen zu können, bemerkt Trejo, ob es denn wahr sein könne, dass niemand einen Heller habe (wo doch alle Geld fürs Glücksspiel mitbrächten).

## Vers 145–158
Lucero antwortet ihm, wohl in Anspielung auf den Besitzer des Schlachthofs, dass dies noch nicht einmal das Schlimmste sei, denn in der Stadt würde man all sein Geld lassen und mittellos ins Dorf zurückkehren. Nicht einmal die Bäcker würden im Dorf ohne vorherige Bezahlung Brot backen.

## Vers 159–172
Trejo pflichtet der Klage Luceros über die Dorfbäcker bei. Sie zahlten obendrein einen schlechten Preis für das Getreide. Da in ihm der Zorn aufzusteigen beginne, schlage er vor, aufs Feld zu gehen und sich dem Vieh zu widmen. Die frische Luft sei immer noch besser, als in der Hitze der Leidenschaften einen Knüppel zu holen und damit das Fell der Dorfbäcker und der angeblich bankrotten Schuldner zu gerben.

## Vers 173–176
Am Ende des Gesprächs steigen Trejo und Lucero jeweils auf ihr Pferd. Während Trejo sich um das Vieh kümmert, kehrt Lucero heim.

### Textausgaben
Diálogo de dos gauchos: Trejo y Lucero. in: Poesía gauchesca. Biblioteca Ayacucho, Caracas 1977.